# La Vuelta Femenina 2023
La 9ª edición de La Vuelta Femenina —la primera con este nombre— se desarrolló entre el 1 y el 7 de mayo de 2023, siendo parte del UCI WorldTour Femenino 2023. La neerlandesa Annemiek van Vleuten (Movistar) fue la vencedora de la prueba, superando por 9 segundos a su compatriota Demi Vollering (Team SD Worx-Protime). La italiana Gaia Realini (Trek-Segafredo) completó el podio.

## Equipos
Tomaron la salida un total de veintitrés equipos: 12 del World Tour y 11 continentales.
| translation for headoftableIII_translate index 58 not found (12)- Canyon-SRAM Racing - Team DSM - EF Education-TIBCO-SVB - FDJ-Suez - Israel-Premier Tech Roland - Team Jumbo-Visma - Liv Racing TeqFind - Movistar Team - Team Jayco AlUla - SD Worx - Trek-Segafredo - UAE Team ADQ UCI Women's continental team- Bizkaia-Durango Unknown team category (10)- Bepink - Coop-Hitec Products - Eneicat-Cmteam-Seguros Deportivos - Farto-BTC - Laboral Kutxa-Fundacion Euskadi - Massi Tactic - Cantabria Deporte-Rio Miera - Soltec - Sopela - St Michel-Mavic-Auber93 |
| |

## Etapas
| Etapa     | Fecha    | Recorrido                          | type                     | Distancia (km) | Ganador          | Líder                |
| --------- | -------- | ---------------------------------- | ------------------------ | -------------- | ---------------- | -------------------- |
| 1.ª etapa | 1 de may | Torrevieja – Torrevieja            | contrarreloj por equipos | 14,5           | Team Jumbo-Visma | Anna Henderson       |
| 2.ª etapa | 2 de may | Orihuela – Pilar de la Horadada    | etapa llana              | 105,8          | Charlotte Kool   | Marianne Vos         |
| 3.ª etapa | 3 de may | Elche de la Sierra – Roda, La      | etapa llana              | 157,8          | Marianne Vos     | Marianne Vos         |
| 4.ª etapa | 4 de may | Cuenca – Guadalajara               | etapa llana              | 133,1          | Marianne Vos     | Marianne Vos         |
| 5.ª etapa | 5 de may | Cabrera, La – Riaza                | etapa de montaña         | 129,5          | Demi Vollering   | Demi Vollering       |
| 6.ª etapa | 6 de may | Castro-Urdiales – Laredo           | etapa de media montaña   | 106,1          | Gaia Realini     | Annemiek van Vleuten |
| 7.ª etapa | 7 de may | Pola de Siero – Lagos de Covadonga | etapa de montaña         | 93,7           | Demi Vollering   | Annemiek van Vleuten |

## Desarrollo de la carrera

### 1.ª etapa
| Torrevieja - Torrevieja | contrarreloj por equipos | (14,5 km) |

| \| Clasificación de la etapa \| Clasificación de la etapa \| Clasificación de la etapa \| Clasificación de la etapa \| Clasificación de la etapa \| \| Ciclista \| Ciclista \| Equipo \| Tiempo \| \| \| ------------------------- \| ------------------------- \| ------------------------- \| ------------------------- \| ------------------------- \| \| 1.º \| Team Jumbo-Visma \| \| 18 min 03 s \| \| \| 2.º \| Canyon-SRAM Racing \| \| + 1 s \| \| \| 3.º \| Trek-Segafredo \| \| + 9 s \| \| \| 4.º \| Movistar Team \| \| + 12 s \| \| \| 5.º \| SD Worx \| \| + 15 s \| \| \| 6.º \| FDJ-Suez \| \| + 25 s \| \| \| 7.º \| Team DSM \| \| + 25 s \| \| \| 8.º \| Team Jayco AlUla \| \| + 31 s \| \| \| 9.º \| UAE Team ADQ \| \| + 41 s \| \| \| 10.º \| Liv Racing TeqFind \| \| + 42 s \| \| |                    |        |             |
| |                    |        |             |
| Fuente: ProCyclingStats |                    |        |             |
| Clasificación de la etapa |                    |        |             |
| Ciclista | Ciclista           | Equipo | Tiempo      |
| 1.º | Team Jumbo-Visma   |        | 18 min 03 s |
| 2.º | Canyon-SRAM Racing |        | + 1 s       |
| 3.º | Trek-Segafredo     |        | + 9 s       |
| 4.º | Movistar Team      |        | + 12 s      |
| 5.º | SD Worx            |        | + 15 s      |
| 6.º | FDJ-Suez           |        | + 25 s      |
| 7.º | Team DSM           |        | + 25 s      |
| 8.º | Team Jayco AlUla   |        | + 31 s      |
| 9.º | UAE Team ADQ       |        | + 41 s      |
| 10.º | Liv Racing TeqFind |        | + 42 s      |

| \| Clasificación general \| Clasificación general \| Clasificación general \| Clasificación general \| Clasificación general \| \| Ciclista \| Ciclista \| Equipo \| Tiempo \| \| \| --------------------- \| --------------------- \| --------------------- \| --------------------- \| --------------------- \| \| 1.ª \| Anna Henderson \| Team Jumbo-Visma \| 18 min 03 s \| \| \| 2.ª \| Amber Kraak \| Team Jumbo-Visma \| + 0 s \| \| \| 3.ª \| Marianne Vos \| Team Jumbo-Visma \| + 0 s \| \| \| 4.ª \| Riejanne Markus \| Team Jumbo-Visma \| + 0 s \| \| \| 5.ª \| Chloé Dygert \| Canyon-SRAM Racing \| + 1 s \| \| \| 6.ª \| Agnieszka Skalniak \| Canyon-SRAM Racing \| + 1 s \| \| \| 7.ª \| Katarzyna Niewiadoma \| Canyon-SRAM Racing \| + 1 s \| \| \| 8.ª \| Elise Chabbey \| Canyon-SRAM Racing \| + 1 s \| \| \| 9.ª \| Ricarda Bauernfeind \| Canyon-SRAM Racing \| + 1 s \| \| \| 10.ª \| Lizzie Deignan \| Trek-Segafredo \| + 9 s \| \| |                      |                    |             |
| |                      |                    |             |
| Fuente: ProCyclingStats |                      |                    |             |
| Clasificación general |                      |                    |             |
| Ciclista | Ciclista             | Equipo             | Tiempo      |
| 1.ª | Anna Henderson       | Team Jumbo-Visma   | 18 min 03 s |
| 2.ª | Amber Kraak          | Team Jumbo-Visma   | + 0 s       |
| 3.ª | Marianne Vos         | Team Jumbo-Visma   | + 0 s       |
| 4.ª | Riejanne Markus      | Team Jumbo-Visma   | + 0 s       |
| 5.ª | Chloé Dygert         | Canyon-SRAM Racing | + 1 s       |
| 6.ª | Agnieszka Skalniak   | Canyon-SRAM Racing | + 1 s       |
| 7.ª | Katarzyna Niewiadoma | Canyon-SRAM Racing | + 1 s       |
| 8.ª | Elise Chabbey        | Canyon-SRAM Racing | + 1 s       |
| 9.ª | Ricarda Bauernfeind  | Canyon-SRAM Racing | + 1 s       |
| 10.ª | Lizzie Deignan       | Trek-Segafredo     | + 9 s       |

### 2.ª etapa
| Orihuela - Pilar de la Horadada | etapa llana | (105,8 km) |

| \| Clasificación de la etapa \| Clasificación de la etapa \| Clasificación de la etapa \| Clasificación de la etapa \| Clasificación de la etapa \| \| Ciclista \| Ciclista \| Equipo \| Tiempo \| \| \| ------------------------- \| ------------------------- \| ------------------------------- \| ------------------------- \| ------------------------- \| \| 1.ª \| Charlotte Kool \| Team DSM \| 2 h 41 min 27 s \| \| \| 2.ª \| Marianne Vos \| Team Jumbo-Visma \| + 0 s \| \| \| 3.ª \| Chloé Dygert \| Canyon-SRAM Racing \| + 0 s \| \| \| 4.ª \| Kata Blanka Vas \| SD Worx \| + 0 s \| \| \| 5.ª \| Rachele Barbieri \| Liv Racing TeqFind \| + 0 s \| \| \| 6.ª \| Alba Teruel \| Laboral Kutxa-Fundación Euskadi \| + 0 s \| \| \| 7.ª \| Demi Vollering \| SD Worx \| + 0 s \| \| \| 8.ª \| Nina Kessler \| Team Jayco AlUla \| + 0 s \| \| \| 9.ª \| Anna Henderson \| Team Jumbo-Visma \| + 0 s \| \| \| 10.ª \| Clara Copponi \| FDJ-Suez \| + 0 s \| \| |                  |                                 |                 |
| |                  |                                 |                 |
| Fuente: ProCyclingStats |                  |                                 |                 |
| Clasificación de la etapa |                  |                                 |                 |
| Ciclista | Ciclista         | Equipo                          | Tiempo          |
| 1.ª | Charlotte Kool   | Team DSM                        | 2 h 41 min 27 s |
| 2.ª | Marianne Vos     | Team Jumbo-Visma                | + 0 s           |
| 3.ª | Chloé Dygert     | Canyon-SRAM Racing              | + 0 s           |
| 4.ª | Kata Blanka Vas  | SD Worx                         | + 0 s           |
| 5.ª | Rachele Barbieri | Liv Racing TeqFind              | + 0 s           |
| 6.ª | Alba Teruel      | Laboral Kutxa-Fundación Euskadi | + 0 s           |
| 7.ª | Demi Vollering   | SD Worx                         | + 0 s           |
| 8.ª | Nina Kessler     | Team Jayco AlUla                | + 0 s           |
| 9.ª | Anna Henderson   | Team Jumbo-Visma                | + 0 s           |
| 10.ª | Clara Copponi    | FDJ-Suez                        | + 0 s           |

| \| Clasificación general \| Clasificación general \| Clasificación general \| Clasificación general \| Clasificación general \| \| Ciclista \| Ciclista \| Equipo \| Tiempo \| \| \| --------------------- \| --------------------- \| --------------------- \| --------------------- \| --------------------- \| \| 1.ª \| Marianne Vos \| Team Jumbo-Visma \| 2 h 59 min 24 s \| \| \| 2.ª \| Chloé Dygert \| Canyon-SRAM Racing \| + 1 s \| \| \| 3.ª \| Riejanne Markus \| Team Jumbo-Visma \| + 2 s \| \| \| 4.ª \| Anna Henderson \| Team Jumbo-Visma \| + 6 s \| \| \| 5.ª \| Amber Kraak \| Team Jumbo-Visma \| + 6 s \| \| \| 6.ª \| Katarzyna Niewiadoma \| Canyon-SRAM Racing \| + 7 s \| \| \| 7.ª \| Elise Chabbey \| Canyon-SRAM Racing \| + 7 s \| \| \| 8.ª \| Ricarda Bauernfeind \| Canyon-SRAM Racing \| + 7 s \| \| \| 9.ª \| Agnieszka Skalniak \| Canyon-SRAM Racing \| + 7 s \| \| \| 10.ª \| Amanda Spratt \| Trek-Segafredo \| + 15 s \| \| |                      |                    |                 |
| |                      |                    |                 |
| Fuente: ProCyclingStats |                      |                    |                 |
| Clasificación general |                      |                    |                 |
| Ciclista | Ciclista             | Equipo             | Tiempo          |
| 1.ª | Marianne Vos         | Team Jumbo-Visma   | 2 h 59 min 24 s |
| 2.ª | Chloé Dygert         | Canyon-SRAM Racing | + 1 s           |
| 3.ª | Riejanne Markus      | Team Jumbo-Visma   | + 2 s           |
| 4.ª | Anna Henderson       | Team Jumbo-Visma   | + 6 s           |
| 5.ª | Amber Kraak          | Team Jumbo-Visma   | + 6 s           |
| 6.ª | Katarzyna Niewiadoma | Canyon-SRAM Racing | + 7 s           |
| 7.ª | Elise Chabbey        | Canyon-SRAM Racing | + 7 s           |
| 8.ª | Ricarda Bauernfeind  | Canyon-SRAM Racing | + 7 s           |
| 9.ª | Agnieszka Skalniak   | Canyon-SRAM Racing | + 7 s           |
| 10.ª | Amanda Spratt        | Trek-Segafredo     | + 15 s          |

### 3.ª etapa
| Elche de la Sierra - Roda, La | etapa llana | (157,8 km) |

| \| Clasificación de la etapa \| Clasificación de la etapa \| Clasificación de la etapa \| Clasificación de la etapa \| Clasificación de la etapa \| \| Ciclista \| Ciclista \| Equipo \| Tiempo \| \| \| ------------------------- \| ------------------------- \| ------------------------------- \| ------------------------- \| ------------------------- \| \| 1.ª \| Marianne Vos \| Team Jumbo-Visma \| 3 h 02 min 05 s \| \| \| 2.ª \| Charlotte Kool \| Team DSM \| + 0 s \| \| \| 3.ª \| Chloé Dygert \| Canyon-SRAM Racing \| + 0 s \| \| \| 4.ª \| Clara Copponi \| FDJ-Suez \| + 0 s \| \| \| 5.ª \| Emma Norsgaard Bjerg \| Movistar Team \| + 0 s \| \| \| 6.ª \| Tamara Drónova \| Israel-Premier Tech Roland \| + 0 s \| \| \| 7.ª \| Liane Lippert \| Movistar Team \| + 0 s \| \| \| 8.ª \| Alba Teruel \| Laboral Kutxa-Fundación Euskadi \| + 0 s \| \| \| 9.ª \| Demi Vollering \| SD Worx \| + 0 s \| \| \| 10.ª \| Marlen Reusser \| SD Worx \| + 0 s \| \| |                      |                                 |                 |
| |                      |                                 |                 |
| Fuente: ProCyclingStats |                      |                                 |                 |
| Clasificación de la etapa |                      |                                 |                 |
| Ciclista | Ciclista             | Equipo                          | Tiempo          |
| 1.ª | Marianne Vos         | Team Jumbo-Visma                | 3 h 02 min 05 s |
| 2.ª | Charlotte Kool       | Team DSM                        | + 0 s           |
| 3.ª | Chloé Dygert         | Canyon-SRAM Racing              | + 0 s           |
| 4.ª | Clara Copponi        | FDJ-Suez                        | + 0 s           |
| 5.ª | Emma Norsgaard Bjerg | Movistar Team                   | + 0 s           |
| 6.ª | Tamara Drónova       | Israel-Premier Tech Roland      | + 0 s           |
| 7.ª | Liane Lippert        | Movistar Team                   | + 0 s           |
| 8.ª | Alba Teruel          | Laboral Kutxa-Fundación Euskadi | + 0 s           |
| 9.ª | Demi Vollering       | SD Worx                         | + 0 s           |
| 10.ª | Marlen Reusser       | SD Worx                         | + 0 s           |

| \| Clasificación general \| Clasificación general \| Clasificación general \| Clasificación general \| Clasificación general \| \| Ciclista \| Ciclista \| Equipo \| Tiempo \| \| \| --------------------- \| --------------------- \| --------------------- \| --------------------- \| --------------------- \| \| 1.ª \| Marianne Vos \| Team Jumbo-Visma \| 6 h 26 min 46 s \| \| \| 2.ª \| Chloé Dygert \| Canyon-SRAM Racing \| + 13 s \| \| \| 3.ª \| Riejanne Markus \| Team Jumbo-Visma \| + 14 s \| \| \| 4.ª \| Anna Henderson \| Team Jumbo-Visma \| + 22 s \| \| \| 5.ª \| Amber Kraak \| Team Jumbo-Visma \| + 22 s \| \| \| 6.ª \| Elise Chabbey \| Canyon-SRAM Racing \| + 23 s \| \| \| 7.ª \| Katarzyna Niewiadoma \| Canyon-SRAM Racing \| + 23 s \| \| \| 8.ª \| Liane Lippert \| Movistar Team \| + 32 s \| \| \| 9.ª \| Emma Norsgaard Bjerg \| Movistar Team \| + 34 s \| \| \| 10.ª \| Annemiek van Vleuten \| Movistar Team \| + 34 s \| \| |                      |                    |                 |
| |                      |                    |                 |
| Fuente: ProCyclingStats |                      |                    |                 |
| Clasificación general |                      |                    |                 |
| Ciclista | Ciclista             | Equipo             | Tiempo          |
| 1.ª | Marianne Vos         | Team Jumbo-Visma   | 6 h 26 min 46 s |
| 2.ª | Chloé Dygert         | Canyon-SRAM Racing | + 13 s          |
| 3.ª | Riejanne Markus      | Team Jumbo-Visma   | + 14 s          |
| 4.ª | Anna Henderson       | Team Jumbo-Visma   | + 22 s          |
| 5.ª | Amber Kraak          | Team Jumbo-Visma   | + 22 s          |
| 6.ª | Elise Chabbey        | Canyon-SRAM Racing | + 23 s          |
| 7.ª | Katarzyna Niewiadoma | Canyon-SRAM Racing | + 23 s          |
| 8.ª | Liane Lippert        | Movistar Team      | + 32 s          |
| 9.ª | Emma Norsgaard Bjerg | Movistar Team      | + 34 s          |
| 10.ª | Annemiek van Vleuten | Movistar Team      | + 34 s          |

### 4.ª etapa
| Cuenca - Guadalajara | etapa llana | (133,1 km) |

| \| Clasificación de la etapa \| Clasificación de la etapa \| Clasificación de la etapa \| Clasificación de la etapa \| Clasificación de la etapa \| \| Ciclista \| Ciclista \| Equipo \| Tiempo \| \| \| ------------------------- \| ------------------------- \| -------------------------- \| ------------------------- \| ------------------------- \| \| 1.ª \| Marianne Vos \| Team Jumbo-Visma \| 3 h 26 min 24 s \| \| \| 2.ª \| Emma Norsgaard Bjerg \| Movistar Team \| + 0 s \| \| \| 3.ª \| Marlen Reusser \| SD Worx \| + 0 s \| \| \| 4.ª \| Kata Blanka Vas \| SD Worx \| + 0 s \| \| \| 5.ª \| Annemiek van Vleuten \| Movistar Team \| + 0 s \| \| \| 6.ª \| Lizzie Deignan \| Trek-Segafredo \| + 0 s \| \| \| 7.ª \| Elise Chabbey \| Canyon-SRAM Racing \| + 0 s \| \| \| 8.ª \| Silvia Persico \| UAE Team ADQ \| + 0 s \| \| \| 9.ª \| Chloé Dygert \| Canyon-SRAM Racing \| + 0 s \| \| \| 10.ª \| Tamara Drónova \| Israel-Premier Tech Roland \| + 0 s \| \| |                      |                            |                 |
| |                      |                            |                 |
| Fuente: ProCyclingStats |                      |                            |                 |
| Clasificación de la etapa |                      |                            |                 |
| Ciclista | Ciclista             | Equipo                     | Tiempo          |
| 1.ª | Marianne Vos         | Team Jumbo-Visma           | 3 h 26 min 24 s |
| 2.ª | Emma Norsgaard Bjerg | Movistar Team              | + 0 s           |
| 3.ª | Marlen Reusser       | SD Worx                    | + 0 s           |
| 4.ª | Kata Blanka Vas      | SD Worx                    | + 0 s           |
| 5.ª | Annemiek van Vleuten | Movistar Team              | + 0 s           |
| 6.ª | Lizzie Deignan       | Trek-Segafredo             | + 0 s           |
| 7.ª | Elise Chabbey        | Canyon-SRAM Racing         | + 0 s           |
| 8.ª | Silvia Persico       | UAE Team ADQ               | + 0 s           |
| 9.ª | Chloé Dygert         | Canyon-SRAM Racing         | + 0 s           |
| 10.ª | Tamara Drónova       | Israel-Premier Tech Roland | + 0 s           |

| \| Clasificación general \| Clasificación general \| Clasificación general \| Clasificación general \| Clasificación general \| \| Ciclista \| Ciclista \| Equipo \| Tiempo \| \| \| --------------------- \| --------------------- \| --------------------- \| --------------------- \| --------------------- \| \| 1.ª \| Marianne Vos \| Team Jumbo-Visma \| 9 h 52 min 58 s \| \| \| 2.ª \| Chloé Dygert \| Canyon-SRAM Racing \| + 25 s \| \| \| 3.ª \| Riejanne Markus \| Team Jumbo-Visma \| + 26 s \| \| \| 4.ª \| Amber Kraak \| Team Jumbo-Visma \| + 34 s \| \| \| 5.ª \| Elise Chabbey \| Canyon-SRAM Racing \| + 35 s \| \| \| 6.ª \| Katarzyna Niewiadoma \| Canyon-SRAM Racing \| + 35 s \| \| \| 7.ª \| Emma Norsgaard Bjerg \| Movistar Team \| + 40 s \| \| \| 8.ª \| Marlen Reusser \| SD Worx \| + 44 s \| \| \| 9.ª \| Liane Lippert \| Movistar Team \| + 44 s \| \| \| 10.ª \| Annemiek van Vleuten \| Movistar Team \| + 46 s \| \| |                      |                    |                 |
| |                      |                    |                 |
| Fuente: ProCyclingStats |                      |                    |                 |
| Clasificación general |                      |                    |                 |
| Ciclista | Ciclista             | Equipo             | Tiempo          |
| 1.ª | Marianne Vos         | Team Jumbo-Visma   | 9 h 52 min 58 s |
| 2.ª | Chloé Dygert         | Canyon-SRAM Racing | + 25 s          |
| 3.ª | Riejanne Markus      | Team Jumbo-Visma   | + 26 s          |
| 4.ª | Amber Kraak          | Team Jumbo-Visma   | + 34 s          |
| 5.ª | Elise Chabbey        | Canyon-SRAM Racing | + 35 s          |
| 6.ª | Katarzyna Niewiadoma | Canyon-SRAM Racing | + 35 s          |
| 7.ª | Emma Norsgaard Bjerg | Movistar Team      | + 40 s          |
| 8.ª | Marlen Reusser       | SD Worx            | + 44 s          |
| 9.ª | Liane Lippert        | Movistar Team      | + 44 s          |
| 10.ª | Annemiek van Vleuten | Movistar Team      | + 46 s          |

### 5.ª etapa
| Cabrera, La - Riaza | etapa de montaña | (129,5 km) |

| \| Clasificación de la etapa \| Clasificación de la etapa \| Clasificación de la etapa \| Clasificación de la etapa \| Clasificación de la etapa \| \| Ciclista \| Ciclista \| Equipo \| Tiempo \| \| \| ------------------------- \| ------------------------- \| ------------------------- \| ------------------------- \| ------------------------- \| \| 1.ª \| Demi Vollering \| SD Worx \| 3 h 33 min 25 s \| \| \| 2.ª \| Annemiek van Vleuten \| Movistar Team \| + 3 s \| \| \| 3.ª \| Ricarda Bauernfeind \| Canyon-SRAM Racing \| + 9 s \| \| \| 4.ª \| Évita Muzic \| FDJ-Suez \| + 13 s \| \| \| 5.ª \| Gaia Realini \| Trek-Segafredo \| + 27 s \| \| \| 6.ª \| Elise Chabbey \| Canyon-SRAM Racing \| + 30 s \| \| \| 7.ª \| Riejanne Markus \| Team Jumbo-Visma \| + 30 s \| \| \| 8.ª \| Juliette Labous \| Team DSM \| + 30 s \| \| \| 9.ª \| Olivia Baril \| UAE Team ADQ \| + 32 s \| \| \| 10.ª \| Mavi García \| Liv Racing TeqFind \| + 50 s \| \| |                      |                    |                 |
| |                      |                    |                 |
| Fuente: ProCyclingStats |                      |                    |                 |
| Clasificación de la etapa |                      |                    |                 |
| Ciclista | Ciclista             | Equipo             | Tiempo          |
| 1.ª | Demi Vollering       | SD Worx            | 3 h 33 min 25 s |
| 2.ª | Annemiek van Vleuten | Movistar Team      | + 3 s           |
| 3.ª | Ricarda Bauernfeind  | Canyon-SRAM Racing | + 9 s           |
| 4.ª | Évita Muzic          | FDJ-Suez           | + 13 s          |
| 5.ª | Gaia Realini         | Trek-Segafredo     | + 27 s          |
| 6.ª | Elise Chabbey        | Canyon-SRAM Racing | + 30 s          |
| 7.ª | Riejanne Markus      | Team Jumbo-Visma   | + 30 s          |
| 8.ª | Juliette Labous      | Team DSM           | + 30 s          |
| 9.ª | Olivia Baril         | UAE Team ADQ       | + 32 s          |
| 10.ª | Mavi García          | Liv Racing TeqFind | + 50 s          |

| \| Clasificación general \| Clasificación general \| Clasificación general \| Clasificación general \| Clasificación general \| \| Ciclista \| Ciclista \| Equipo \| Tiempo \| \| \| --------------------- \| --------------------- \| --------------------- \| --------------------- \| --------------------- \| \| 1.ª \| Demi Vollering \| SD Worx \| 13 h 27 min 01 s \| \| \| 2.ª \| Annemiek van Vleuten \| Movistar Team \| + 5 s \| \| \| 3.ª \| Riejanne Markus \| Team Jumbo-Visma \| + 12 s \| \| \| 4.ª \| Elise Chabbey \| Canyon-SRAM Racing \| + 27 s \| \| \| 5.ª \| Juliette Labous \| Team DSM \| + 51 s \| \| \| 6.ª \| Marlen Reusser \| SD Worx \| + 1 min 00 s \| \| \| 7.ª \| Olivia Baril \| UAE Team ADQ \| + 1 min 09 s \| \| \| 8.ª \| Katarzyna Niewiadoma \| Canyon-SRAM Racing \| + 1 min 27 s \| \| \| 9.ª \| Mavi García \| Liv Racing TeqFind \| + 1 min 28 s \| \| \| 10.ª \| Erica Magnaldi \| UAE Team ADQ \| + 1 min 28 s \| \| |                      |                    |                  |
| |                      |                    |                  |
| Fuente: ProCyclingStats |                      |                    |                  |
| Clasificación general |                      |                    |                  |
| Ciclista | Ciclista             | Equipo             | Tiempo           |
| 1.ª | Demi Vollering       | SD Worx            | 13 h 27 min 01 s |
| 2.ª | Annemiek van Vleuten | Movistar Team      | + 5 s            |
| 3.ª | Riejanne Markus      | Team Jumbo-Visma   | + 12 s           |
| 4.ª | Elise Chabbey        | Canyon-SRAM Racing | + 27 s           |
| 5.ª | Juliette Labous      | Team DSM           | + 51 s           |
| 6.ª | Marlen Reusser       | SD Worx            | + 1 min 00 s     |
| 7.ª | Olivia Baril         | UAE Team ADQ       | + 1 min 09 s     |
| 8.ª | Katarzyna Niewiadoma | Canyon-SRAM Racing | + 1 min 27 s     |
| 9.ª | Mavi García          | Liv Racing TeqFind | + 1 min 28 s     |
| 10.ª | Erica Magnaldi       | UAE Team ADQ       | + 1 min 28 s     |

### 6.ª etapa
| Castro-Urdiales - Laredo | etapa de media montaña | (106,1 km) |

| \| Clasificación de la etapa \| Clasificación de la etapa \| Clasificación de la etapa \| Clasificación de la etapa \| Clasificación de la etapa \| \| Ciclista \| Ciclista \| Equipo \| Tiempo \| \| \| ------------------------- \| ------------------------- \| ------------------------- \| ------------------------- \| ------------------------- \| \| 1.ª \| Gaia Realini \| Trek-Segafredo \| 2 h 49 min 23 s \| \| \| 2.ª \| Annemiek van Vleuten \| Movistar Team \| + 0 s \| \| \| 3.ª \| Loes Adegeest \| FDJ-Suez \| + 1 min 04 s \| \| \| 4.ª \| Silvia Persico \| UAE Team ADQ \| + 1 min 04 s \| \| \| 5.ª \| Demi Vollering \| SD Worx \| + 1 min 04 s \| \| \| 6.ª \| Mavi García \| Liv Racing TeqFind \| + 1 min 04 s \| \| \| 7.ª \| Évita Muzic \| FDJ-Suez \| + 1 min 04 s \| \| \| 8.ª \| Katarzyna Niewiadoma \| Canyon-SRAM Racing \| + 1 min 04 s \| \| \| 9.ª \| Riejanne Markus \| Team Jumbo-Visma \| + 1 min 04 s \| \| \| 10.ª \| Ane Santesteban \| Team Jayco AlUla \| + 1 min 04 s \| \| |                      |                    |                 |
| |                      |                    |                 |
| Fuente: ProCyclingStats |                      |                    |                 |
| Clasificación de la etapa |                      |                    |                 |
| Ciclista | Ciclista             | Equipo             | Tiempo          |
| 1.ª | Gaia Realini         | Trek-Segafredo     | 2 h 49 min 23 s |
| 2.ª | Annemiek van Vleuten | Movistar Team      | + 0 s           |
| 3.ª | Loes Adegeest        | FDJ-Suez           | + 1 min 04 s    |
| 4.ª | Silvia Persico       | UAE Team ADQ       | + 1 min 04 s    |
| 5.ª | Demi Vollering       | SD Worx            | + 1 min 04 s    |
| 6.ª | Mavi García          | Liv Racing TeqFind | + 1 min 04 s    |
| 7.ª | Évita Muzic          | FDJ-Suez           | + 1 min 04 s    |
| 8.ª | Katarzyna Niewiadoma | Canyon-SRAM Racing | + 1 min 04 s    |
| 9.ª | Riejanne Markus      | Team Jumbo-Visma   | + 1 min 04 s    |
| 10.ª | Ane Santesteban      | Team Jayco AlUla   | + 1 min 04 s    |

| \| Clasificación general \| Clasificación general \| Clasificación general \| Clasificación general \| Clasificación general \| \| Ciclista \| Ciclista \| Equipo \| Tiempo \| \| \| --------------------- \| --------------------- \| --------------------- \| --------------------- \| --------------------- \| \| 1.ª \| Annemiek van Vleuten \| Movistar Team \| 16 h 16 min 17 s \| \| \| 2.ª \| Demi Vollering \| SD Worx \| + 1 min 11 s \| \| \| 3.ª \| Riejanne Markus \| Team Jumbo-Visma \| + 1 min 23 s \| \| \| 4.ª \| Juliette Labous \| Team DSM \| + 1 min 58 s \| \| \| 5.ª \| Marlen Reusser \| SD Worx \| + 2 min 11 s \| \| \| 6.ª \| Olivia Baril \| UAE Team ADQ \| + 2 min 18 s \| \| \| 7.ª \| Katarzyna Niewiadoma \| Canyon-SRAM Racing \| + 2 min 38 s \| \| \| 8.ª \| Mavi García \| Liv Racing TeqFind \| + 2 min 39 s \| \| \| 9.ª \| Erica Magnaldi \| UAE Team ADQ \| + 2 min 39 s \| \| \| 10.ª \| Ricarda Bauernfeind \| Canyon-SRAM Racing \| + 2 min 45 s \| \| |                      |                    |                  |
| |                      |                    |                  |
| Fuente: ProCyclingStats |                      |                    |                  |
| Clasificación general |                      |                    |                  |
| Ciclista | Ciclista             | Equipo             | Tiempo           |
| 1.ª | Annemiek van Vleuten | Movistar Team      | 16 h 16 min 17 s |
| 2.ª | Demi Vollering       | SD Worx            | + 1 min 11 s     |
| 3.ª | Riejanne Markus      | Team Jumbo-Visma   | + 1 min 23 s     |
| 4.ª | Juliette Labous      | Team DSM           | + 1 min 58 s     |
| 5.ª | Marlen Reusser       | SD Worx            | + 2 min 11 s     |
| 6.ª | Olivia Baril         | UAE Team ADQ       | + 2 min 18 s     |
| 7.ª | Katarzyna Niewiadoma | Canyon-SRAM Racing | + 2 min 38 s     |
| 8.ª | Mavi García          | Liv Racing TeqFind | + 2 min 39 s     |
| 9.ª | Erica Magnaldi       | UAE Team ADQ       | + 2 min 39 s     |
| 10.ª | Ricarda Bauernfeind  | Canyon-SRAM Racing | + 2 min 45 s     |

### 7.ª etapa
| Pola de Siero - Lagos de Covadonga | etapa de montaña | (93,7 km) |

| \| Clasificación de la etapa \| Clasificación de la etapa \| Clasificación de la etapa \| Clasificación de la etapa \| Clasificación de la etapa \| \| Ciclista \| Ciclista \| Equipo \| Tiempo \| \| \| ------------------------- \| ------------------------- \| ------------------------- \| ------------------------- \| ------------------------- \| \| 1.ª \| Demi Vollering \| SD Worx \| 2 h 43 min 02 s \| \| \| 2.ª \| Gaia Realini \| Trek-Segafredo \| + 11 s \| \| \| 3.ª \| Annemiek van Vleuten \| Movistar Team \| + 56 s \| \| \| 4.ª \| Évita Muzic \| FDJ-Suez \| + 1 min 59 s \| \| \| 5.ª \| Ricarda Bauernfeind \| Canyon-SRAM Racing \| + 2 min 00 s \| \| \| 6.ª \| Erica Magnaldi \| UAE Team ADQ \| + 2 min 59 s \| \| \| 7.ª \| Riejanne Markus \| Team Jumbo-Visma \| + 3 min 05 s \| \| \| 8.ª \| Alena Ivanchenko \| UAE Team ADQ \| + 3 min 12 s \| \| \| 9.ª \| Juliette Labous \| Team DSM \| + 3 min 21 s \| \| \| 10.ª \| Marta Cavalli \| FDJ-Suez \| + 3 min 40 s \| \| |                      |                    |                 |
| |                      |                    |                 |
| Fuente: ProCyclingStats |                      |                    |                 |
| Clasificación de la etapa |                      |                    |                 |
| Ciclista | Ciclista             | Equipo             | Tiempo          |
| 1.ª | Demi Vollering       | SD Worx            | 2 h 43 min 02 s |
| 2.ª | Gaia Realini         | Trek-Segafredo     | + 11 s          |
| 3.ª | Annemiek van Vleuten | Movistar Team      | + 56 s          |
| 4.ª | Évita Muzic          | FDJ-Suez           | + 1 min 59 s    |
| 5.ª | Ricarda Bauernfeind  | Canyon-SRAM Racing | + 2 min 00 s    |
| 6.ª | Erica Magnaldi       | UAE Team ADQ       | + 2 min 59 s    |
| 7.ª | Riejanne Markus      | Team Jumbo-Visma   | + 3 min 05 s    |
| 8.ª | Alena Ivanchenko     | UAE Team ADQ       | + 3 min 12 s    |
| 9.ª | Juliette Labous      | Team DSM           | + 3 min 21 s    |
| 10.ª | Marta Cavalli        | FDJ-Suez           | + 3 min 40 s    |

## Clasificaciones finales
Las clasificaciones finalizaron de la siguiente forma:

### Clasificación general
| \| Clasificación general \| Clasificación general \| Clasificación general \| Clasificación general \| Clasificación general \| \| Ciclista \| Ciclista \| Equipo \| Tiempo \| \| \| --------------------- \| --------------------- \| --------------------- \| --------------------- \| --------------------- \| \| 1.ª \| Annemiek van Vleuten \| Movistar Team \| 19 h 00 min 11 s \| \| \| 2.ª \| Demi Vollering \| SD Worx \| + 9 s \| \| \| 3.ª \| Gaia Realini \| Trek-Segafredo \| + 2 min 41 s \| \| \| 4.ª \| Riejanne Markus \| Team Jumbo-Visma \| + 3 min 36 s \| \| \| 5.ª \| Ricarda Bauernfeind \| Canyon-SRAM Racing \| + 3 min 53 s \| \| \| 6.ª \| Évita Muzic \| FDJ-Suez \| + 4 min 24 s \| \| \| 7.ª \| Juliette Labous \| Team DSM \| + 4 min 27 s \| \| \| 8.ª \| Erica Magnaldi \| UAE Team ADQ \| + 4 min 46 s \| \| \| 9.ª \| Mavi García \| Liv Racing TeqFind \| + 6 min 31 s \| \| \| 10.ª \| Katarzyna Niewiadoma \| Canyon-SRAM Racing \| + 7 min 22 s \| \| |                      |                    |                  |
| |                      |                    |                  |
| Fuente: ProCyclingStats |                      |                    |                  |
| Clasificación general |                      |                    |                  |
| Ciclista | Ciclista             | Equipo             | Tiempo           |
| 1.ª | Annemiek van Vleuten | Movistar Team      | 19 h 00 min 11 s |
| 2.ª | Demi Vollering       | SD Worx            | + 9 s            |
| 3.ª | Gaia Realini         | Trek-Segafredo     | + 2 min 41 s     |
| 4.ª | Riejanne Markus      | Team Jumbo-Visma   | + 3 min 36 s     |
| 5.ª | Ricarda Bauernfeind  | Canyon-SRAM Racing | + 3 min 53 s     |
| 6.ª | Évita Muzic          | FDJ-Suez           | + 4 min 24 s     |
| 7.ª | Juliette Labous      | Team DSM           | + 4 min 27 s     |
| 8.ª | Erica Magnaldi       | UAE Team ADQ       | + 4 min 46 s     |
| 9.ª | Mavi García          | Liv Racing TeqFind | + 6 min 31 s     |
| 10.ª | Katarzyna Niewiadoma | Canyon-SRAM Racing | + 7 min 22 s     |

### Clasificación por puntos
| Clasificación por puntos | Clasificación por puntos | Clasificación por puntos | Clasificación por puntos | Clasificación por puntos |
| Ciclista                 | Ciclista                 | Equipo                   | Puntos                   |                          |
| ------------------------ | ------------------------ | ------------------------ | ------------------------ | ------------------------ |
| 1.ª                      | Marianne Vos             | Team Jumbo-Visma         | 197 pts                  |                          |
| 2.ª                      | Demi Vollering           | SD Worx                  | 142 pts                  |                          |
| 3.ª                      | Annemiek van Vleuten     | Movistar Team            | 138 pts                  |                          |
| 4.ª                      | Gaia Realini             | Trek-Segafredo           | 121 pts                  |                          |
| 5.ª                      | Riejanne Markus          | Team Jumbo-Visma         | 101 pts                  |                          |
| 6.ª                      | Marlen Reusser           | SD Worx                  | 65 pts                   |                          |
| 7.ª                      | Évita Muzic              | FDJ-Suez                 | 58 pts                   |                          |
| 8.ª                      | Emma Norsgaard Bjerg     | Movistar Team            | 58 pts                   |                          |
| 9.ª                      | Katarzyna Niewiadoma     | Canyon-SRAM Racing       | 39 pts                   |                          |
| 10.ª                     | Juliette Labous          | Team DSM                 | 38 pts                   |                          |

### Clasificación de la montaña
| Clasificación de la montaña | Clasificación de la montaña | Clasificación de la montaña | Clasificación de la montaña | Clasificación de la montaña |
| Ciclista                    | Ciclista                    | Equipo                      | Puntos                      |                             |
| --------------------------- | --------------------------- | --------------------------- | --------------------------- | --------------------------- |
| 1.ª                         | Gaia Realini                | Trek-Segafredo              | 43 pts                      |                             |
| 2.ª                         | Demi Vollering              | SD Worx                     | 41 pts                      |                             |
| 3.ª                         | Annemiek van Vleuten        | Movistar Team               | 38 pts                      |                             |
| 4.ª                         | Évita Muzic                 | FDJ-Suez                    | 22 pts                      |                             |
| 5.ª                         | Elise Chabbey               | Canyon-SRAM Racing          | 18 pts                      |                             |
| 6.ª                         | Amanda Spratt               | Trek-Segafredo              | 13 pts                      |                             |
| 7.ª                         | Ricarda Bauernfeind         | Canyon-SRAM Racing          | 12 pts                      |                             |
| 8.ª                         | Erica Magnaldi              | UAE Team ADQ                | 12 pts                      |                             |
| 9.ª                         | Marta Cavalli               | FDJ-Suez                    | 10 pts                      |                             |
| 10.ª                        | Marlen Reusser              | SD Worx                     | 8 pts                       |                             |

### Clasificación por equipos
| Clasificación por equipos | Clasificación por equipos  | Clasificación por equipos | Clasificación por equipos |
| Equipo                    | Equipo                     | Tiempo                    |                           |
| ------------------------- | -------------------------- | ------------------------- | ------------------------- |
| 1.º                       | UAE Team ADQ               | 56 h 39 min 07 s          |                           |
| 2.º                       | FDJ-Suez                   | + 6 min 00 s              |                           |
| 3.º                       | Canyon-SRAM Racing         | + 7 min 14 s              |                           |
| 4.º                       | SD Worx                    | + 18 min 05 s             |                           |
| 5.º                       | Movistar Team              | + 24 min 58 s             |                           |
| 6.º                       | Team Jumbo-Visma           | + 30 min 10 s             |                           |
| 7.º                       | Team DSM                   | + 31 min 45 s             |                           |
| 8.º                       | Trek-Segafredo             | + 37 min 01 s             |                           |
| 9.º                       | Team Jayco AlUla           | + 52 min 53 s             |                           |
| 10.º                      | Israel-Premier Tech Roland | + 57 min 15 s             |                           |

## Evolución de las clasificaciones
| Etapa                   |                          | Ganador _        | Clasificación general | Puntos         | Montaña              | Combatividad         | Equipo _           |
| ----------------------- | ------------------------ | ---------------- | --------------------- | -------------- | -------------------- | -------------------- | ------------------ |
| 1.ª etapa               | contrarreloj por equipos | Team Jumbo-Visma | Anna Henderson        | no otorgado    | no otorgado          | Riejanne Markus      | Team Jumbo-Visma   |
| 2.ª etapa               | etapa llana              | Charlotte Kool   | Marianne Vos          | Charlotte Kool | Jade Wiel            | Yurani Blanco Calbet | Team Jumbo-Visma   |
| 3.ª etapa               | etapa llana              | Marianne Vos     | Marianne Vos          | Marianne Vos   | Jade Wiel            | Alba Teruel          | Team Jumbo-Visma   |
| 4.ª etapa               | etapa llana              | Marianne Vos     | Marianne Vos          | Marianne Vos   | Elise Chabbey        | Anna Kiesenhofer     | Team Jumbo-Visma   |
| 5.ª etapa               | etapa de montaña         | Demi Vollering   | Demi Vollering        | Marianne Vos   | Elise Chabbey        | Ane Santesteban      | Canyon-SRAM Racing |
| 6.ª etapa               | etapa de media montaña   | Gaia Realini     | Annemiek van Vleuten  | Marianne Vos   | Annemiek van Vleuten | Gaia Realini         | UAE Team ADQ       |
| 7.ª etapa               | etapa de montaña         | Demi Vollering   | Annemiek van Vleuten  | Marianne Vos   | Gaia Realini         | Marianne Vos         | UAE Team ADQ       |
| Clasificaciones finales | Clasificaciones finales  |                  | Annemiek van Vleuten  | Marianne Vos   | Gaia Realini         | no otorgado          | UAE Team ADQ       |

## Ciclistas participantes y posiciones finales
Convenciones:
- AB-N: Abandono en la etapa "N"
- FLT-N: Retiro por llegada fuera del límite de tiempo en la etapa "N"
- NTS-N: No tomó la salida para la etapa "N"
- DES-N: Descalificado o expulsado en la etapa "N"